# Eupanacra variegata
Eupanacra variegata är en fjärilsart som beskrevs av Rothschild 1894. Eupanacra variegata ingår i släktet Eupanacra och familjen svärmare. Inga underarter finns listade i Catalogue of Life.